# قرية كانتون (نيويورك)
قرية كانتون (بالإنجليزية: Canton (village), New York)‏ هي منطقة سكنية تقع في الولايات المتحدة في مقاطعة سانت لورنس، نيويورك. يقدر عدد سكانها بـ 6,314 نسمة ومساحتها 8.6 كم2 وترتفع عن سطح البحر 115 متر.

## التركيبة السكانية
حدّد مكتب تعداد الولايات المتحدة بيانات التركيبة السكانية لقرية كانتون في تعداد الولايات المتحدة. في ما يلي، التركيبة السكانية حسب تعدادي 2000 و2010.

### تعداد عام 2000
بلغ عدد سكان قرية كانتون 5,882 نسمة بحسب تعداد عام 2000، وبلغ عدد الأسر 1,531 أسرة وعدد العائلات 797 عائلة مقيمة في القرية. في حين سجلت الكثافة السكانية 603.3 نسمة لكل كيلومتر مربع (1,562.5/ميل2). وبلغ عدد الوحدات السكنية 1,680 وحدة بمتوسط كثافة قدره 172.3 لكل كيلومتر مربع (446.3/ميل2).
وتوزع التركيب العرقي للقرية بنسبة 91.81% من البيض و4.49% من الأمريكيين الأفارقة و0.54% من الأمريكيين الأصليين و0.99% من الأمريكيين ذوي الأصول الآسيوية و1.02% من الأعراق الأخرى و1.16% من عرقين مختلطين أو أكثر و1.92% من الهسبانيون أو اللاتينيون من أي عرق.
بلغ عدد الأسر 1,531 أسرة كانت نسبة 27.8% منها لديها أطفال تحت سن الثامنة عشر تعيش معهم، وبلغت نسبة الأزواج القاطنين مع بعضهم البعض 38.9% من أصل المجموع الكلي للأسر، ونسبة 10.2% من الأسر كان لديها معيلات من الإناث دون وجود شريك، بينما كانت نسبة 2.9% من الأسر لديها معيلون من الذكور دون وجود شريكة وكانت نسبة 47.9% من غير العائلات. تألفت نسبة 38.9% من أصل جميع الأسر من عدة أفراد يعيشون في نفس المنزل ونسبة 14.4% كانت تتألف من شخص يعيش بمفرده يبلغ من العمر 65 عاماً أو أكثر. وبلغ متوسط حجم الأسرة المعيشية 2.13، أما متوسط حجم العائلات فبلغ 2.86.
بلغ العمر الوسطي للسكان 21.9 عاماً. وكانت نسبة 12.1% من القاطنين تحت سن الثامنة عشر، وكانت نسبة 6.5% بين الثامنة عشر والرابعة والعشرين عاماً، ونسبة 14.9% كانت واقعةً في الفئة العمرية ما بين الخامسة والعشرين والرابعة والأربعين عاماً، ونسبة 13.2% كانت ما بين الخامسة والأربعين والرابعة والستين، ونسبة 8.6% كانت ضمن فئة الخامسة والستين عاماً فما فوق. يوجد لكل 100 أنثى 93.1 ذكر، ويوجد لكل 100 أنثى في الثامنة عشر من عمرها فما فوق 91.1 ذكر.
بلغ متوسط دخل الأسرة في القرية 38,627 دولارًا، أما متوسط دخل العائلة فبلغ 59,211 دولارًا. وكان متوسط دخل الذكور 38,818 دولارًا مقابل 28,750 دولارًا للإناث. وسجل دخل الفرد الخاص بالقرية 14,745 دولارًا. وكانت نسبة 8.5% من العائلات ونسبة 15.6% من السكان تحت خط الفقر، وكان من هؤلاء نسبة 20.2% تحت سن الثامنة عشر ونسبة 7.1% في الخامسة والستين من العمر وما فوق.

### تعداد عام 2010
بلغ عدد سكان قرية كانتون 6,314 نسمة بحسب تعداد عام 2010، وبلغ عدد الأسر 1,693 أسرة وعدد العائلات 787 عائلة مقيمة في القرية. في حين سجلت الكثافة السكانية 647.6 نسمة لكل كيلومتر مربع (1,677.3/ميل2). وبلغ عدد الوحدات السكنية 1,808 وحدة بمتوسط كثافة قدره 185.4 لكل كيلومتر مربع (480.2/ميل2).
وتوزع التركيب العرقي للقرية بنسبة 88.01% من البيض و6.22% من الأمريكيين الأفارقة و0.46% من الأمريكيين الأصليين و1.87% من الأمريكيين ذوي الأصول الآسيوية و1.43% من الأعراق الأخرى و2.01% من عرقين مختلطين أو أكثر و4.42% من الهسبانيون أو اللاتينيون من أي عرق.
بلغ عدد الأسر 1,693 أسرة كانت نسبة 22.4% منها لديها أطفال تحت سن الثامنة عشر تعيش معهم، وبلغت نسبة الأزواج القاطنين مع بعضهم البعض 33.2% من أصل المجموع الكلي للأسر، ونسبة 10% من الأسر كان لديها معيلات من الإناث دون وجود شريك، بينما كانت نسبة 3.3% من الأسر لديها معيلون من الذكور دون وجود شريكة وكانت نسبة 53.5% من غير العائلات. تألفت نسبة 40.9% من أصل جميع الأسر من عدة أفراد يعيشون في نفس المنزل ونسبة 13.2% كانت تتألف من شخص يعيش بمفرده يبلغ من العمر 65 عاماً أو أكثر. وبلغ متوسط حجم الأسرة المعيشية 2.04، أما متوسط حجم العائلات فبلغ 2.80.
بلغ العمر الوسطي للسكان 21.8 عاماً. وكانت نسبة 10.7% من القاطنين تحت سن الثامنة عشر، وكانت نسبة 51.9% بين الثامنة عشر والرابعة والعشرين عاماً، ونسبة 14.4% كانت واقعةً في الفئة العمرية ما بين الخامسة والعشرين والرابعة والأربعين عاماً، ونسبة 14.6% كانت ما بين الخامسة والأربعين والرابعة والستين، ونسبة 8.4% كانت ضمن فئة الخامسة والستين عاماً فما فوق. وتوزع التركيب الجنسي للسكان بنسبة 49.4% ذكور و50.6% إناث.

## أعلام
- سيلاس رايت
- فريدريك ريمنجتن
- تشارلز إي. بينيت
- ليزلي دبليو. راسيل
- مارك مورلي